# Jerry Lee's Greatest!
Jerry Lee's Greatest! è il secondo album in studio del cantante-pianista statunitense Jerry Lee Lewis, pubblicato dalla Sun Records nel 1961.

## Storia
Sebbene Lewis abbia registrato con la Sun Records dal 1956 al 1963, molto più a lungo di Elvis Presley o Johnny Cash, solo due album vennero pubblicati dalla Sun a suo nome a causa dello scandalo causato dal suo matrimonio con la cugina tredicenne Myra che fu scoperto durante un tour in Gran Bretagna nel 1958 dopo la pubblicazione del primo album.

## Tracce
1. Money - 2:30
2. As Long As I Live - 2:25
3. Hillbilly Music (Country Music Is Here To Stay) - 2:05
4. Frankie And Johnny - 2:30
5. Home - 1:58
6. Hello, Hello Baby - 3:20
7. Let's Talk About Us - 2:05
8. What'D I Say - 2:25
9. Breakup - 2:36
10. Great Balls of Fire - 1:50
11. Cold Cold Heart - 3:02
12. Hello Josephine - 1:41